# Acheuléenkulturen
Acheuléenkulturen er en tidlig paleolitisk kultur som er opkaldt efter fundpladsen Saint-Acheul ved Amiens i det nordvestlige Frankrig. Andre pladser fra Acheuléenkulturen finder man i Afrika og i Asien.
De fleste redskaber, man har fundet, er groft tilhuggede håndkiler (de) i forskellige udviklingsstadier, hvor de senere er karakteriseret ved en elegant behandling af ydersiden, som formentlig er opnået ved hjælp af en trykstok af ben eller træ. I acheuléenkulturen udvikledes levalloisteknikken, som karakteriserer den senere Moustérienkultur.
Fra slutningen af perioden dukker der små skiveredskaber op dvs. redskaber, der stammer fra en afskåret skive. De bedst kendte fundpladser fra perioden er Olduvai i Afrika, hvor man har fundet genstande, der er end 1 million år gamle. I Europa dateres acheuléenkulturen hovedsagelig til mellem 400.000-180.000 f. Kr.